# Anisopheidole antipodum
Anisopheidole antipodum är en myrart som först beskrevs av Smith 1858.  Anisopheidole antipodum ingår i släktet Anisopheidole och familjen myror. Inga underarter finns listade i Catalogue of Life.

## Bildgalleri